# Monterde

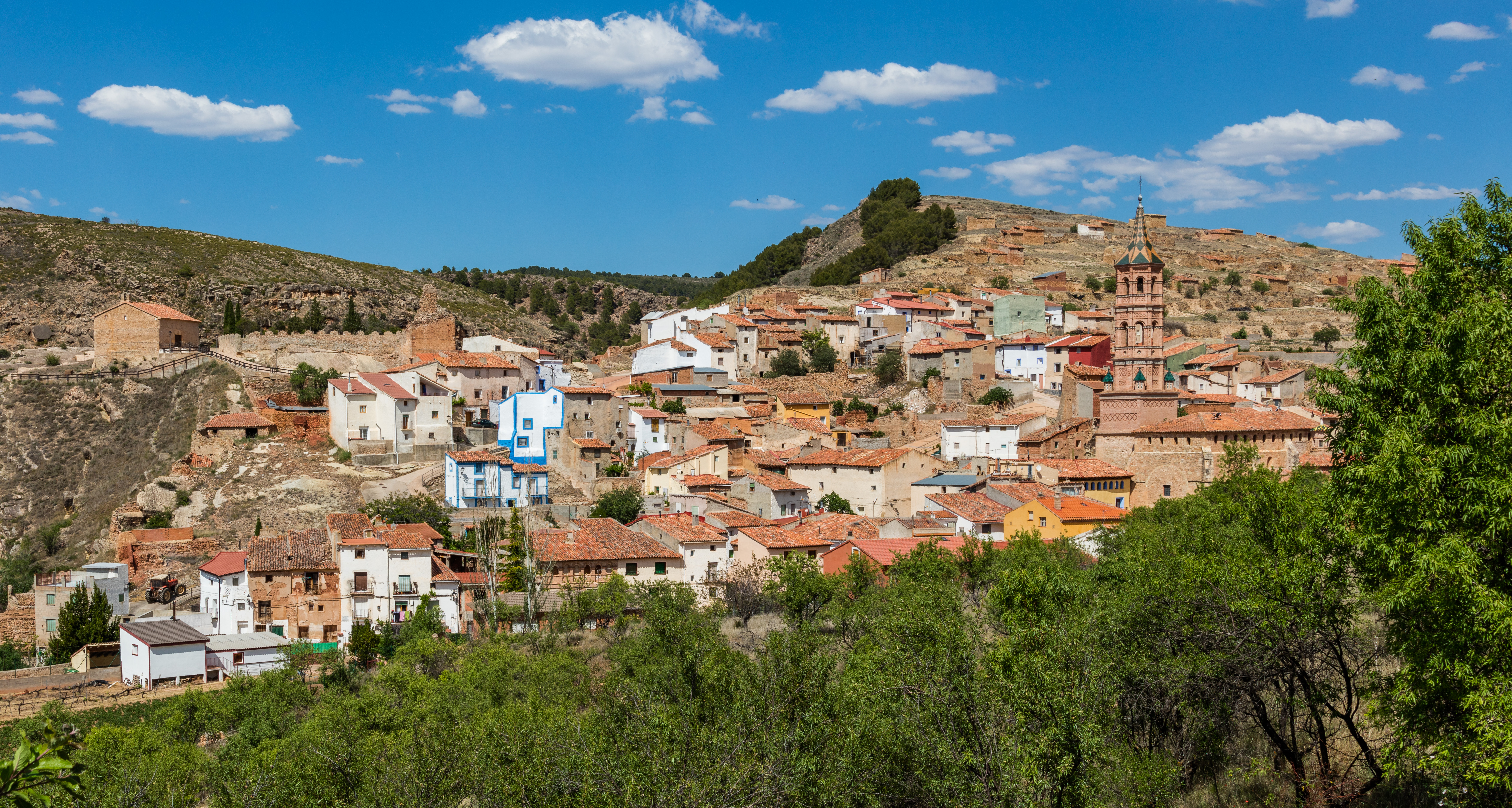
Une vue de Monterde. Mai 2017.

Monterde est une commune d’Espagne, dans la province de Saragosse, communauté autonome d'Aragon comarque de Comunidad de Calatayud.

## Lieux et monuments
L'église Notre-Dame de l'Assomption est de style mudéjar